# Landévennec
Landévennec (tiếng Breton: Landevenneg) là một xã của tỉnh Finistère, thuộc vùng Bretagne, miền tây bắc Pháp.